# Рич, Айрин
Айрин  Фрэнсис Рич (англ. Irene  Frances Rich, урождённая Лютер (англ. Luther); 13 октября 1891[…], Буффало, Нью-Йорк — 22 апреля 1988[…], Хоуп-Ранч, Калифорния) — американская актриса.

## Биография
Родилась в Буффало, штат Нью-Йорк в семье Мэйбл Робинсон и Уильяма Мартина Лютера. В восемнадцатилетнем возрасте она вышла замуж за Элва Элкорта Деффенбаха, от которого в 1910 году родила дочь Фрэнсис Рич, ставшую в будущем актрисой и скульптором. После двух лет брака пара рассталась, а спустя год она вышла замуж за лейтенанта армии США Чарльза Рича, ставшего отцом её второй дочери. Этот брак также оказался неудачным, и в 1916 году супруги расстались.
После развода Рич, оставшись с двумя дочерьми, работала в сфере недвижимости, а в 1918 году попала в Голливуд, где стала появляться в массовке на большом экране.
В начале 1920-х годов ей стали предлагать уже более крупные роли в таких картинах как «Вода, вода, повсюду» (1920), «Дороги отчаяния» (1921), «Розита» (1923), «Возлюбленный Евы» (1925), «Веер леди Уиндермир» (1925) и «Берегись женатых мужчин» (1928). С началом эры звукового кино Рич переместилась на роли второго плана, появившись в таких картинах как «Чемпион» (1931), «Тот самый возраст» (1938), «Смертельный шторм» (1940), «Ангел и негодяй» (1947), «Форт Апачи» (1948) и «Жанна Д’Арк» (1948). В 1930-е годы актриса также много работала на радио и играла на театральной сцене.
После завершения актёрской карьеры в 1950 году Рич вместе со своим четвёртым мужем уединилась на ранчо недалеко от Санта-Барбары, где и провела всю оставшуюся жизнь Айрин Рич скончалась от сердечной недостаточности в апреле 1988 года в возрасте 96 лет. Актриса удостоена двух звёзд на Голливудской аллее славы — за вклад в кино и радио.

## Избранная фильмография
- 1920 — Вода, вода, повсюду
- 1921 — История двух миров / A Tale of Two Worlds
- 1921 — Дороги отчаяния — Миссис Уолкер
- 1923 — Розита
- 1924 — Красавчик Браммел
- 1925 — Возлюбленный Евы
- 1925 — Веер леди Уиндермир — миссис Эрлин
- 1928 — Берегись женатых мужчин
- 1931 — Безумный парад / The Mad Parade
- 1931 — Чемпион / The Champ — Линда Карлтон
- 1934 — Бремя страстей человеческих / Of Human Bondage — малышка
- 1938 — Тот самый возраст — Дороти Фуллертон
- 1940 — Смертельный шторм
- 1947 — Ангел и негодяй
- 1948 — Форт Апачи
- 1948 — Жанна Д’Арк / Joan of Arc — Екатерина Ройера